# Clyde (Missouri)
Pour les articles homonymes, voir Clyde.
Clyde est un village du comté de Nodaway, dans le Missouri, aux États-Unis,. Situé au sud-est du comté, il est incorporé en 1882.

## Démographie
Lors du recensement de 2010, le village comptait une population de 82 habitants. Elle est estimée, en 2016, à 78 habitants.

## Source
- (en) Cet article est partiellement ou en totalité issu de l’article de Wikipédia en anglais intitulé « Clyde, Missouri » (voir la liste des auteurs).